# Anti-Terror-Koordinator der EU
Der Anti-Terror-Koordinator der EU soll die Terrorismusbekämpfung in der Europäischen Union koordinieren und sicherstellen, dass die Union eine aktive Rolle im Kampf gegen den Terrorismus spielt. Die Position des Anti-Terror-Koordinators wurde mit dem Stockholmer Programm 2009 gestärkt.
Zu den Aufgaben des Koordinators gehört das Überwachen der Anti-Terror-Strategie sowie die Verbesserung der Kommunikation zwischen einzelnen Organen der Union, die in die Anti-Terror-Arbeit involviert sind. Außerdem soll er die Zusammenarbeit in der Terrorismusabwehr zwischen EU und Drittländern vorantreiben.

## Bisherige Anti-Terror-Koordinatoren der EU
- Gijs de Vries (2004–2007)[2]
- Gilles de Kerchove (2007–2021)[2]
- Ilkka Salmi (2021–2024)
- Bartjan Wegter (seit 2024)[3]